# بیمارستان مسیحی بانگوئد
بیمارستان مسیحی بانگوئد (به انگلیسی: Bangued Christian Hospital) بیمارستانی خصوصی در کشور فیلیپین است که در سال ۱۹۴۸ میلادی ساخته شده است.